# 茶山街道 (常州市)
茶山街道，是中华人民共和国江苏省常州市天宁区下辖的一个乡镇级行政单位。

## 行政区划
茶山街道下辖以下地区：
丽华一村社区、丽华二村社区、丽华三村社区、朝阳新村第一社区、朝阳新村第二社区、清凉新村第一社区、清凉新村第二社区、清凉新村第三社区、清凉东村社区、同济桥社区、富强新村社区、人民家园社区、新城逸境社区、勤丰村、丽华村、富强村、群力村、常春村和红梅村。